# Peales muskaatduif
De Peales muskaatduif (Ducula latrans) is een vogel uit de familie der Columbidae (Duiven en tortelduiven). In het Nederlands is deze vogel genoemd naar de Amerikaanse natuuronderzoeker Titian Ramsay Peale die deze vogel in 1848 voor het eerst geldig heeft beschreven.

## Verspreiding en leefgebied
Deze soort is endemisch op de Fiji-eilanden.